# Hans-Christian Schmid
Hans-Christian Schmid est un réalisateur allemand né le 19 août 1965 à Altötting (Allemagne).

## Biographie
Hans-Christian Schmid poursuit ses études secondaires au König-Karlmann-Gymnasium à Altötting. Il étudie le film documentaire à l' Université "Hochschule für Fernsehen und Film München" à Munich jusqu'en 1992. Dans le cadre de ses études, il tourne Sekt oder Selters, un documentaire sur les joueurs accros aux machines à sous, le court métrage Das lachende Gewitter et le documentaire Die Mechanik des Wunder, qui traite de la contradiction entre croyance et commerce dans sa ville natale d'Altötting.
Hans-Christian Schmid travaille avec les producteurs Jakob Claussen et Thomas Wöbke depuis de nombreuses années: Himmel und Hölle, Nach Fünf im Urwald, 23 – Nichts ist so wie es scheint, Crazy et Lichter ont été produits par Claussen et Wöbke.
Il collabore avec l'auteur et réalisateur Michael Gutmann sur plusieurs scénarios dont Nach Fünf im Urwald. 
En 2003, Lichter est présenté durant la Berlinale 2003.
En 2004, Hans-Christian Schmid fonde la société de production 23/5, avec laquelle il réalise un premier long métrage, Requiem d'après un scénario de Bernd Lange. Requiem sort en 2006, participe à la compétition de la Berlinale et a remporte, entre autres, le prix du film allemand 2006 en argent dans la catégorie "meilleur film". Avec Requiem, il s'appuie sur ses premières œuvres et notamment Himmel und Hölle. Le film traite des pièges psychologiques d'un catholicisme radical. Ici, c'est le cas de l'obsession réelle d' Anneliese Michel et de son exorcisme en 1970.
Il produit Am Ende kommen Touristen de Robert Thalheim en Pologne à l'automne 2006. Le film a été présenté en 2007 dans la catégorie "Un Certain Regard" à Cannes .
De 2007 à 2009, Schmid réalise le documentaire Die wundersame Welt der Waschkraft (basé sur un rapport primé de Renate Meinhof) et le long métrage Sturm, dont Bernd Lange et Hans-Christian Schmid ont écrit le scénario. Sturm raconte l'histoire de la condamnation d'un ancien militaire yougoslave à la Cour pénale internationale de La Haye. Le film participe au concours de la 59e Berlinale. Pour Sturm, Schmid reçoit l'Argent aux Deutscher Filmpreis 2010. Il est également nommé dans les catégories réalisateur et scénario (avec Bernd Lange).
En 2012, Schmid reçoit sa quatrième invitation au concours de la Berlinale pour son long métrage Was bleibt, dont Bernd Lange est le scénariste. Le film décrit une réunion de famille où un couple et ses enfants adultes se rencontrent et sont confrontés à des vérités tacites.
En 2016, sa série policière en huit parties, Das Verschwinden, est tournée en Bavière, en République tchèque et à Berlin. La première a lieu en 2017 au Festival du film de Munich. Schmid produit ensuite Atlas, réalisé par David Nawrath, qui après sa première à Int. Hofer Filmtagen 2018 sort au cinéma en avril 2019. Avec Bernd Lange, il écrit le scénario du téléfilm Polizeiruf 110 – Der Fall Sikorska, réalisé en 2018 (réalisateur: Stefan Kornatz, production: 23/5 production cinématographique pour le compte de la RBB).
Schmid donne également des conférences depuis quelques années. Il participe à la HFF Munich, l' Académie du cinéma Ludwigsburg, l' Académie des arts médiatiques à Cologne et l' Académie du cinéma et de la télévision allemande (DFFB).
En 2003, il a été l'un des membres fondateurs de la Gründungsmitgliedern der Deutschen Filmakademie. Il est également membre de l'Académie des Arts.

## Filmographie
- 1989 : Sekt Oder Selters (documentaire)
- 1992 : Die Mechanik des Wunders (documentaire)
- 1996 : Dans la forêt vierge après cinq heures (Nach Fünf im Urwald)
- 1998 : 23
- 2000 : Crazy
- 2003 : Au loin, les lumières (Lichter)
- 2006 : Requiem
- 2009 : La Révélation (Storm)
- 2012 : Un week-end en famille (Was bleibt)

## Récompenses
- 1995 : Prix Findling (Findlingspreis)  pour Himmel und Hölle
- 1998 : Prix de la jeunesse et Mention spéciale du Prix Don Quichotte pour 23 au Festival de Locarno
- 2003 : Prix Findling (Findlingspreis) pour Au loin, les lumières
- 2003 : Prix Fipresci de la critique pour Au loin, les lumières au Festival de Berlin
- 2006 : Prix d'argent pour Requiem au Festival de Chicago
- 2006 : Prix du meilleur film au Festival international du film de Catalogne pour Requiem